# 默尔斯海姆
默尔斯海姆是德国莱茵兰-普法尔茨州的一个市镇。总面积4.62平方公里，总人口578人，其中男性283人，女性295人（2011年12月31日），人口密度125人/平方公里。